# Hopliopsis vittulata
Hopliopsis vittulata är en skalbaggsart som beskrevs av Leon Fairmaire 1901. Hopliopsis vittulata ingår i släktet Hopliopsis och familjen Melolonthidae. Inga underarter finns listade i Catalogue of Life.